# Хамралиев, Мухаммадкодир
Мухаммадкодир Абдувохид угли Хамралиев (узб. Muhammadqodir Abduvohid oʻgʻli Xamraliyev; род. 6 июля 2001, Фергана) — узбекистанский футболист, защитник клуба «Пахтакор» и сборной Узбекистана. Участник Олимпийских игр 2024 года.

## Клубная карьера
Начал футбольную карьеру в самаркандском «Динамо» в 2020 году. В сезоне 2021 года помог команде занять второе место в Про-лиге Узбекистана и вернуться в высшую лигу.
Накануне старта сезона 2022 года перешёл в ташкентский «Олимпик». В Суперлиге Узбекистана дебютировал 2 марта 2022 года в матче против «Сурхана» (0:0). Отыграв за «олимпийцев» один сезон Хамралиев в 2023 году перешёл в «Пахтакор». В составе команды завоевал золотые медали чемпионата страны 2023 года и впервые сыграл в розыгрыше Лиги чемпионов АФК в сезоне 2023/24.

## Карьера в сборной
В составе сборной Узбекистана до 23 лет дважды завоёвывал серебро на чемпионатах Азии среди молодёжных команд на турнирах 2022 и 2024 годов.
На Азиатских играх 2022 года в Китае сборная Узбекистана заняла третье место, обыграв в решающем матче Гонконг со счётом 4:0.
Впервые за национальную сборную Узбекистана сыграл 25 декабря 2023 года под руководством тренера Сречко Катанца в неофициальном матче против Кыргызстана (4:1). Был включён в состав Узбекистана на Кубок Азии 2023, который прошёл в Катаре, проведя на турнире лишь одну игру против Катара (1:1 основное время и 2:3 по пенальти).
Накануне старта Олимпийских игр 2024 года в Париже Тимур Кападзе включил Хамралиева в расширенный список футболистов для участия в турнире.

## Достижения
- Чемпион Узбекистана: 2023
- Финалист Кубка Азии (до 23 лет): 2022, 2024